# Notář

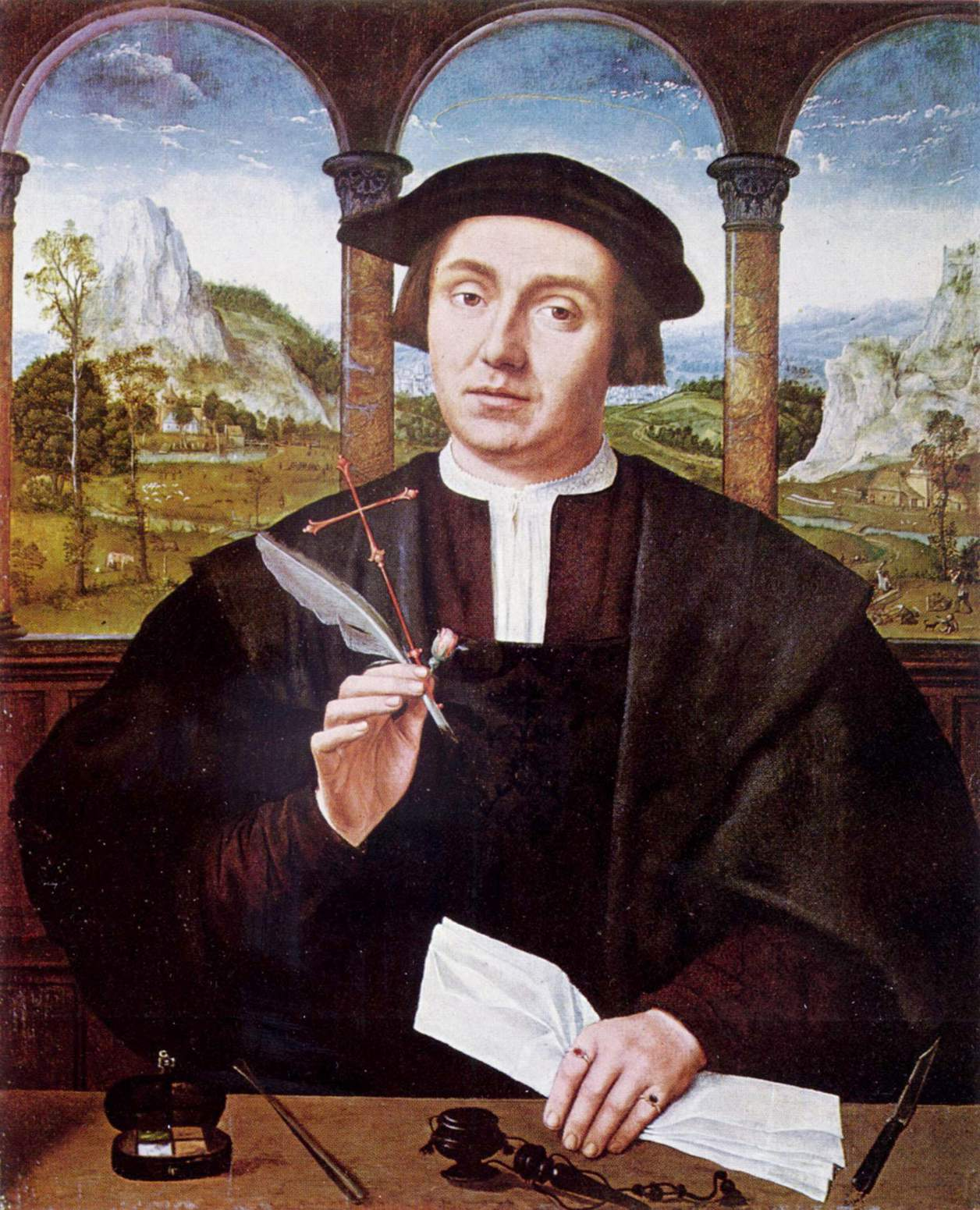
Notář (obraz vlámského malíře Quentina Massyse ze 16. století)

Notář je fyzická osoba s právnickým vzděláním pověřená státem k sepisování veřejných listin, přijímání úschov a některým dalším činnostem, z nichž významná je zejména činnost notáře jako soudního komisaře (v České republice a některých dalších státech zejména střední Evropy) - jedná se o provádění úkonů soudu v řízení o pozůstalosti. Patronem notářů je sv. Lukáš.

## Česká republika

### Předpoklady a postavení
V České republice je notářem právník, kterého stát pověřil výkonem notářského úřadu, tedy oprávněním k výkonu notářství a dalších činností stanovených notářským řádem. Předpokladem pro to je:
- státní občanství členského státu Evropské unie, jiného státu tvořícího Evropský hospodářský prostor nebo Švýcarské konfederace,
- plná svéprávnost,
- bezúhonnost,
- vysokoškolské magisterské vzdělání v oboru práva,
- alespoň pětiletá notářská praxe (zejména v pozici notářského koncipienta nebo kandidáta, ale lze započíst i jinou právní praxi)
- úspěšné složení notářské zkoušky.

Notáře do notářského úřadu jmenuje ministr spravedlnosti, a to na návrh Notářské komory České republiky, přičemž počet notářských úřadů pro obvod každého okresního soudu je stanoven také ministrem spravedlnosti. Při svém jmenování notář skládá tento slib: „Slibuji na svou čest a svědomí, že v činnosti notáře budu zachovávat ústavní a jiné zákony a obecně závazné právní předpisy a budu zachovávat mlčenlivost. V notářské činnosti budu postupovat nestranně a nezávisle.“ V září 2011 v České republice působilo celkem 447 notářů.

### Činnost
Notáři nepůsobí jen jako tzv. soudní komisaři v dědickém řízení, ale také sepisují notářské zápisy (o právních jednáních, o průběhu valných hromad a schůzí právnických osob, o tom, že je někdo naživu, o jiných skutkových dějích a stavu věcí, nebo o prohlášení), provádějí vidimaci a legalizaci, osvědčují, že byla předložena listina a kdy se tak stalo, provádějí protestaci směnek a jiných listin, které je třeba předložit k uplatnění práva, vydávají výpisy z katastru nemovitostí, z obchodního rejstříku a z rejstříku trestů, osvědčují provedení úkonů a splnění formalit ve vztahu k evropským společnostem a evropským družstevním společnostem, osvědčují splnění podmínek přeshraniční fúze pro účely zápisu přeshraniční fúze do obchodního rejstříku nebo zahraničního obchodního rejstříku a přijímají listiny a peníze do úschovy. Dále notáři mohou poskytovat právní porady, zastupovat v jednání s fyzickými a právnickými osobami a se správními úřady, ve správním řízení a s určitými výjimkami také v občanském soudním řízení nebo sepisovat listiny.
Činnost notáře je neslučitelná s jinou výdělečnou činností s výjimkou správy vlastního majetku, výkonem funkce poslance, senátora nebo zastupitele obecního nebo krajského zastupitelstva, nebo činnost vědeckou, publikační, pedagogickou, tlumočnickou, znaleckou, uměleckou a činnost v poradních orgánech vlády, ministerstev či jiných úřadů.

### Zaměstnanci notáře
Vzhledem k tomu, že notářským úřadem je pověřen výhradně notář a notářů je v České republice omezený počet, počítá právní úprava s tím, že svou činnost deleguje na své zaměstnance. Notář může zaměstnávat notářského kandidáta, notářského koncipienta a další pracovníky. Zákon rozlišuje u dalších pracovníků, kteří nemusí mít právní vzdělání, zda složili kvalifikační zkoušku či nikoli. Pokud další zaměstnanec složil kvalifikační zkoušku, nazývá se notářským tajemníkem. Pokud zkoušku složenou nemá, jde o kancelářského pracovníka. Notář může své zaměstnance pověřovat jednotlivými úkony při výkonu svého úřadu a jejich činnost se považuje za činnost notáře. 

## Další státy kontinentálního právního systému

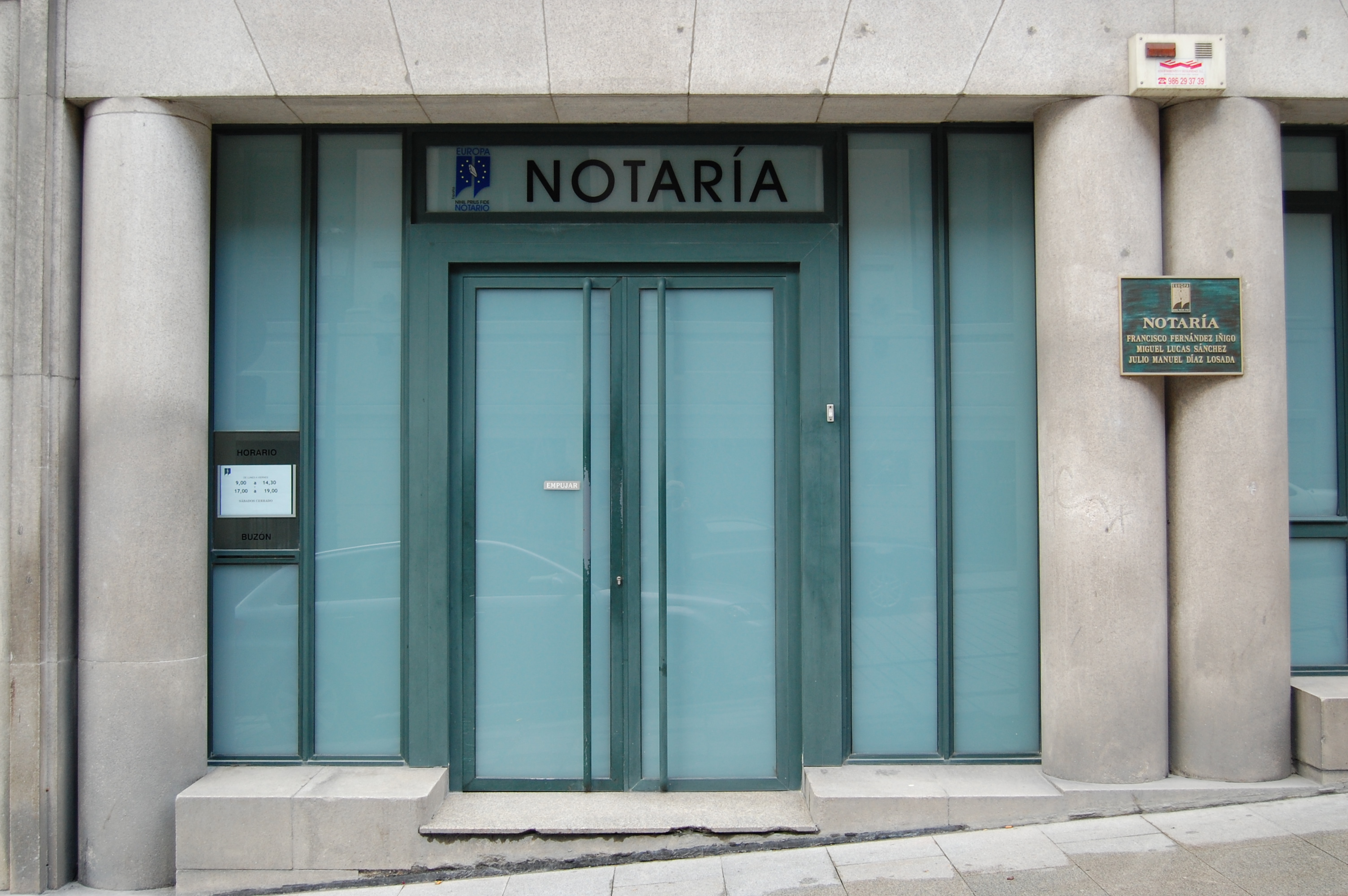
Vstup do notářské kanceláře ve španělském městě Vigo

V Polsku nemají notáři postavení soudních komisařů, úkony v dědickém řízení tam provádějí soudy.

## Notáři v angloamerickém právním systému
V angloamerickém právním systému mají notáři (notary public) odlišné postavení, přestože jejich agenda je do značné míry podobná – typicky se jedná například o legalizaci. Oprávnění vykonávat činnost notáře je někdy časově neomezené, zpravidla je však udělováno pouze na určitou dobu (konec období se uvádí i na úředním razítku notáře).
Notáři ve Spojených státech amerických nemusí mít právní vzdělání a ve většině případů jde o právní laiky.